# Ouirounon

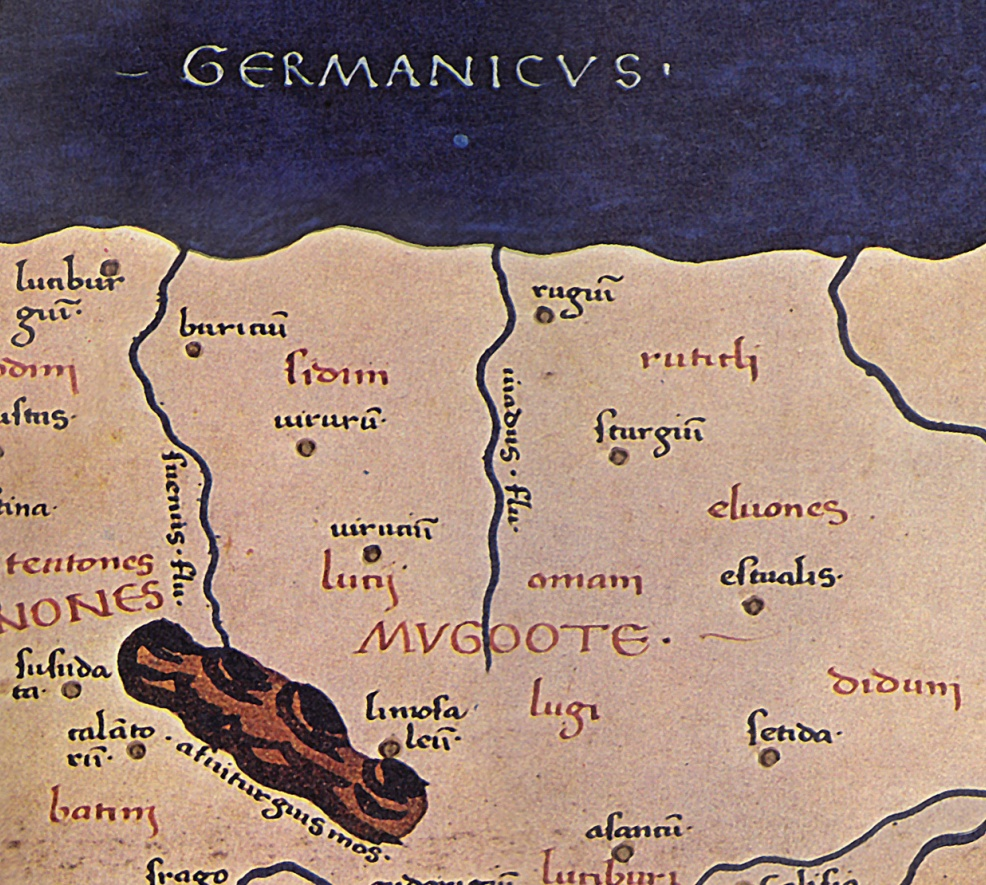
Lage von Ouirounon nach Ptolemaios

Ouirounon, auch Virunon (altgriechisch Οὐιρουνον; lateinisch Virunum) ist ein Ortsname, der von Ptolemaios in seinem um das Jahr 150 erstellten Koordinatenwerk Geographia als einer der im Norden der Germania magna, in der Nähe der Meeresküste liegenden Orte (πόλεις) mit 40° 30' Länge (ptolemäische Längengrade) und 55° 00' Breite angegeben wird. Ouirounon liegt damit nach Ptolemaios zwischen Mounition und Ouirition. Theodor Steche vermutet Ouirounon im Gebiet der Sidiner.

## Lokalisation
Bisher konnte der antike Ort nicht sicher lokalisiert werden. Ein interdisziplinäres Forscherteam um Andreas Kleineberg, das die ptolemäischen Koordinaten von 2006 bis 2009 neu untersuchte und interpretierte, lokalisiert zurzeit Ouirounon auf dem Gebiet bei Drawsko Pomorskie (Dramburg) in Polen.
Ouirounon wird auch mit dem Namen der Stadt Waren an der Müritz in Verbindung gebracht und könnte so auf den Stammesnamen der Warnen zurückzuführen sein. Jedoch passt diese Herleitung nicht zu den ptolemäischen Koordinaten, nach denen Ouirounon östlich des Suevus liegt.